# Pallone d'oro 1956

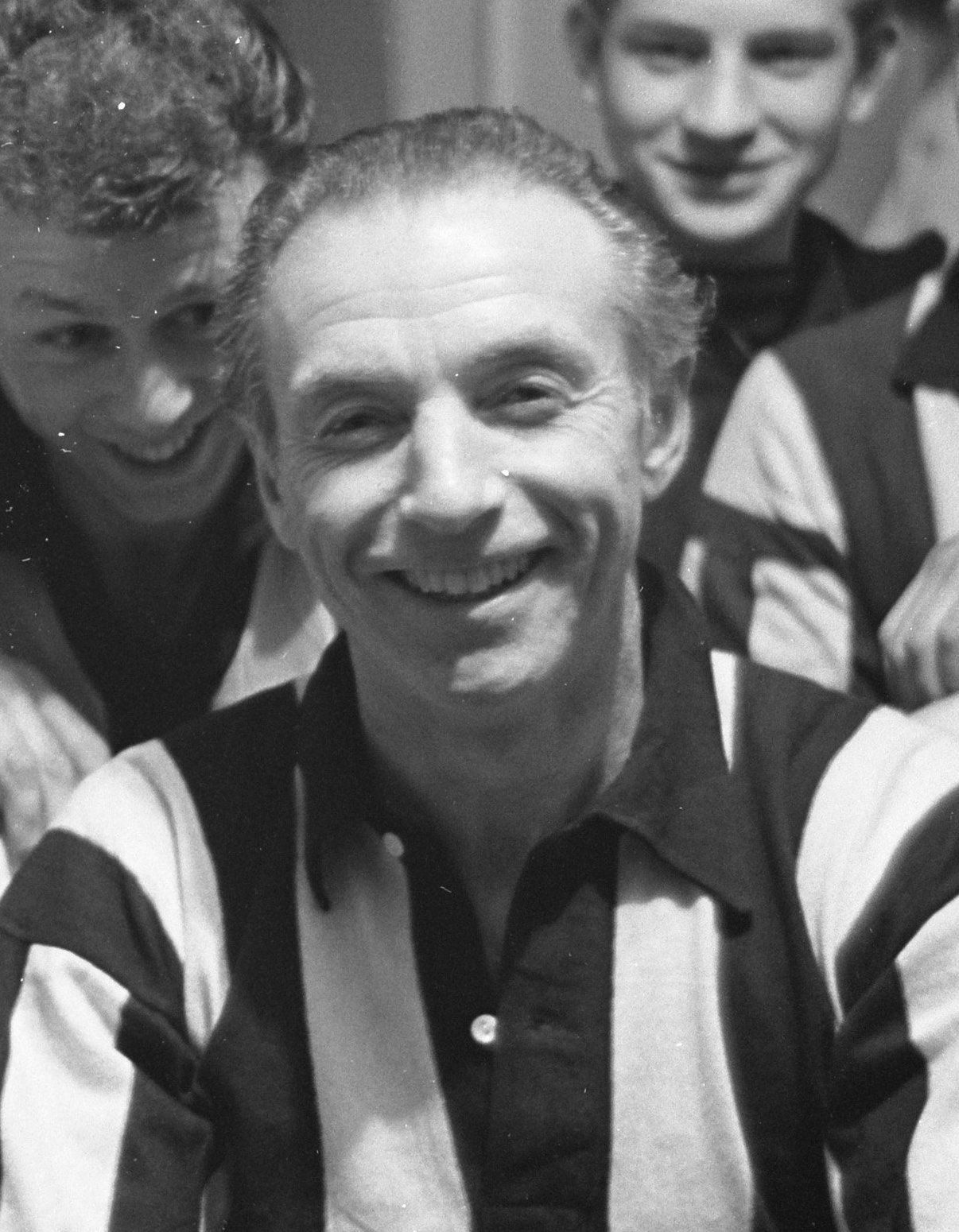
Stanley Matthews, vincitore del Pallone d'Oro nel 1956.

Il Pallone d'oro 1956, 1ª edizione del premio calcistico istituito dalla rivista francese France Football, fu vinto dall'inglese Stanley Matthews (Blackpool).

## Giuria, sistema di voto ed esiti
Il premio venne assegnato da una giuria composta da 16 giornalisti, provenienti da Austria, Belgio, Cecoslovacchia, Francia, Germania Ovest, Inghilterra, Italia, Jugoslavia, Paesi Bassi, Portogallo, Scozia, Spagna, Svezia, Svizzera, Turchia e Ungheria.
Ogni componente del consesso dovette indicare i cinque migliori calciatori per l'anno di calendario 1956, mettendoli in ordine di merito. Al primo giocatore sarebbero stati assegnati 5 punti, al secondo 4 e così di seguito fino al quinto che avrebbe ricevuto 1 punto.
In questo modo furono ripartiti 240 punti complessivi. Il massimo punteggio individuale fu di 80, ottenibile nel caso in cui tutti i giurati avessero indicato lo stesso miglior giocatore dell'anno.
Il risultato della votazione, che premiò l'inglese Stanley Matthews, fu pubblicato sul numero 561 di France Football, in edicola dal 18 dicembre 1956.